# Радиоактивност
Радиоактивност је спонтани процес у којем се атомско језгро, емитујући једну или више честица или кваната електромагнетног зрачења, преображава у друго језгро. Првобитно није била позната природа зрачења него се збирно говорило о радијацији па је ова појава „распада“ језгра названа радиоактивност, а језгра која емитују честице или зрачење радиоактивна језгра или, исправније радиоактивни изотопи. Распадом почетног језгра, које се назива и језгро родитеља, настаје ново језгро, потомак, које може да има редни број Z и/или масени број A различит од језгра родитеља. Радиоактивни распад карактерише се врстом и енергијом емитоване радијације и временом полураспада. У природи се јављају алфа-распад, бета--распад, гама-распад и спонтана фисија. При алфа-распаду радиоактивна језгра емитују језгра хелијумових атома 4He++. Код бета--распада, из језгра се емитују електрон и антинеутрино, а код гама-распада језгро зрачи електромагнетне таласе (фотоне) велике енергије. У лабораторији могу да се добију и језгра која се распадају на бројне начине (видети таблицу доле), на пример, емитујући позитроне и неутрина (бета+-распад) или код којих долази до К-захвата.
Радиоактивни распад претвара једно језгро у друго ако ново језгро има већу енергију везања по нуклеону него што је имало почетно језгро. Разлика у енергији везања (пре и после распада) одређује који се распади могу енергијски догађати, а који не. Вишак ће енергије везања излазити у облику кинетичке енергије или масе честица у распаду.
Нуклеарни распади морају задовољити неколико закона очувања енергије, подразумевајући да вредност очуване величине након распада (узимајући у обзир све продукте) има једнаку вредност као и за језгро пре распада. Очуване величине су укупна енергија (укључујући еквивалент енергије масе), електрични набој, линеарна и угаона количина кретања, број нуклеона, те лептонски број (тј. сума броја електрона, неутрина, те позитрона и антинеутрина, узимајући античестице s -1).

## Историја открића радиоактивности
Природну радиоактивност открио је крајем 19. века француски физичар Анри Бекерел. Трудећи се да установи узрок фосфоресценције неких материјала (што је и његов отац, такође физичар, проучавао), Бекерел је на фотографску плочу умотану у црни папир поставио кристал уранијумове соли и онда све излагао сунчевој светлости (Фосфоресцентни материјали сами по себи емитују електромагнетно зрачење видљивог светла). Након развијања фотографске плоче показало се да је она била “осветљена”, дакле, уранијумова со је емитовала зрачење које може да прође кроз црни папир и да дејствује на фотографску плочу. Бекерел је сматрао да уранијумова со зрачи под дејством сунчеве светлости. А онда, једног дана, због облачности, одустао је од експеримента, и фото плочу умотану у црни папир одложио, а преко ње и уранијумску со. После неколико дана ипак је развио плочу и на велико изненађење, установио да је и она јако озрачена. Исправно је закључио да уранијумова со, без спољашњег утицаја, дакле спонтано, емитује зрачење које пролази кроз хартију и изазива зацрњење фото плоче. Марија Кири је ову појаву назвала радиоактивност.
Ернест Радерфорд је први открио да се радиоактивни распад може описати математичком експоненцијалном функцијом, и такође да многи радиоактивни распади резултују у трансмутацији једног елемента у други.
Марија Кири је заједно с Пјером Киријем проучавала радиоактивност и других уранијумових једињења, нпр. руде пехбленде (која се углавном састоји од уранил оксида U3О8). М. Кири је утврдила да је зрачење много јаче и да није пропорционално количини уранијума. Претпоставила је да руда пехбленде садржи малу количину неког елемента који много јаче зрачи. Коришћењем обичних хемијских поступака за раздвајање елемената, П. и М. Кири изоловали су полонијум и радијум. Радијум је изолован после дугог и стрпљивог прерађивања једне тоне руде пехбленде из које је већ био извађен уранијум. Издвојене су најпре мале количине радијума у облику радијум-хлорида, а 1910. године електролизом је добијен и чист радијум. Отприлике у исто време М. Кири и Г. Шмит открили су, независно, да су и торијумова једињења радиоактивна. Затим су А. Дебијерн и Ф. Гизел у уранијумским минералима нашли још један радиоактивни елемент - актинијум. После ових првих открића, систематским испитивањима, откривено је да у природи постоји четрдесетак радиоактивних елемената.

## Основне особине
Радиоактивно зрачење продире кроз различите материјале, а такође може и да јонизује средину кроз коју пролази. Проучавајући продорну моћ зрачења која емитује уранијум, Радерфорд је утврдио да постоје две врсте зрачења (алфа и бета). Алфа-зрачење лакше се апсорбује од бета- али више јонизује средину кроз коју пролази. Алфа и бета зраци различито скрећу у магнетском пољу, на основу чега је закључено да је реч о честицама супротног наелектрисања и различите масе. Трећи облик природне радиоактивности (гама-зрачење) открио је П. Вилар утврдивши да оно не скреће у магнетском пољу, а да се одликује изузетном продорношћу.
Процес радиоактивног распада је егзотерман, дакле праћен ослобађањем енергије. Енергијски биланс радиоактивног распада најлакше је одредити помоћу Ајнштајнове релације за однос масе и енергије
{\displaystyle E=mc^{2}\,}
где је Е енергија еквивалентна маси m, а c брзина светлости у вакууму. У складу са тиме енергија Е која се ослобађа при радиоактивном распаду једнака је:
{\displaystyle E=M_{r}c^{2}-\left(M_{p}c^{2}+\sum M_{e}c^{2}\right),}
где су Мr маса родитеља, Мp маса потомка и Me масе мировања емитованих честица. Дакле, ослобођена енергија (кинетичка и електромагнетна) једнака је разлици у маси између језгра родитеља и свих производа његовог распада.
Јединица за радиоактивност у СИ систему је Бекерел (Bq).

## Закон радиоактивног распада
Математички модел којим описујемо радиоактивни распад зависи од кључне претпоставке да радиоактивно језгро не „стари“ проласком времена. Самим тим, вероватноћа да дође до радиоактивног распада не расте у току времена, него остаје константна независно од тога колико дуго је језгро постојало. Ова вероватноћа варира у зависности од посматраних језгара. Ипак, за једно посматрано језгро се она никада не мења. У мноштву истих нестабилних језгара се не може тачно знати када ће се које језгро распасти, али је овај радиоактивни распад одређен неком вероватноћом, то јест константом распада (λ). Константа распада зависи само од врсте језгара и на њу не утичу спољашњи услови.
Константа радиоактивног распада је бројно једнака вероватноћи да се једно језгро 
распадне у јединици времена. Мерна јединица за константу распада је 1 s−1.
Ако имамо узорак са N радиоактивних језгара, чија је константа распада λ, за елементарно мало време dt, број радиоактивних језгара ће се смањити за dN: 
Ова једначина представља закон радиоактивног распада у диференцијалном облику. Из 
ње се изводи закон радиоактивног распада који гласи: 
Број радиоактивних језгара се експоненцијално смањује током времена.
Постоје и друге величине којима се карактерише радиоактивни распад. Једна од тих 
величина је време полураспада (T).
Време полураспада је време за које се број радиоактивних језгара у неком узорку преполови. Постоји веза између времена полураспада и константе распада: 
Величина којом се карактерише брзина распада неког радиоактивног извора се назива активност: 
Мерна јединица за активност је бекерел (Bq): Активност од 1 Bq има извор у којем се у једној секунди распадне једно језгро.
Из закона радиоактивног распада следи да активност извора такође експоненцијално опада, заједно са бројем радиоактивних језгара: 
Проласком кроз супстанцију, експоненцијално опада интензитет гама зрачења, у зависности од дебљине слоја (d), почетног интензитета и коефицијента апсорпције зрачења (μ) који зависи од природе супстанције и енергије гама-фотона:

## Врсте радиоактивних распада
Алфа распад промена је атомског језгра при којој језгро емитује алфа-честицу, масени број се смањује за 4, а атомски број за 2. На пример алфа-распадом уранијума-238 настају торијум-234 и алфа-честица. Ернест Радерфорд је закључио да су алфа-честице у ствари јони хелијума или само атомско језгро хелијума.
Бета распад је промена атомског језгра при којој долази до емисије или апсорпције електрона или позитивног електрона (позитрона) и антинеутрина или неутрина. Притом се масени број не мења, а атомски број елемента се промени за један. У природним радиоактивним низовима при бета-минус-распаду један неутрон у језгру распада се на електрон, антинеутрино и протон. На пример бета-распадом торијума-233 настају паладијум-234, бета-минус-честица и антинеутрино. Приликом вештачки изазване радиоактивности може доћи и до бета-плус-распада, тј. емисије позитрона и неутрина; масени број елемента остаје исти, а атомски се број смањи за један. Бета-честице су у ствари електрони великих брзина, али за разлику од електрона у електронском омотачу атома, настају из атомског језгра.
Електронски ухват је појава при којој језгро захвати један електрон из атомског омотача и смањи свој позитивни набој за један. Удаљени електрони попуњавају испражњена места и притом долази do емисије ренгенског зрачења.
Гама-радиоактивност је прелаз између стања више побуђености атомског језгра у стање ниже побуђености или у основно стање, а електромагнетско зрачење високе фреквенције које се притом емитује назива се гама-зрачење. Тада се не мењају више атомски ни масени број елемента. За гама-зрачење је утврђено да одговарају тврдим рендгенским зракама. То су доказали Ернест Рутхерфорд и Е. Н. да Коста Андрад 1914, дифракцијом гама-честица кроз одговарајућу кристалну решетку, помоћу које су успели да одреде њихову таласну дужину. Према досадашњим мерењима утврђено је да су таласне дужине гама-честица између 0.000466  и 0,0428 nm. Према томе, гама-честице одговарају краткоталасном рендгенском зрачењу, али за разлику од рендгенског зрачења настају у атомском језгру.
Унутрашња конверзија је процес при којем језгро директно предаје вишак енергије електрону у унутрашњим слојевима атомског омотача. Тај електрон напушта атом, а његово избацивање прати емисија рендгенских зрака. Редни и масени бројеви атома не мењају се.
Зрачење настало радиоактивношћу разликује се по продорности, електричном набоју, грађи и по процесима који доводе до емисије. Алфа-зрачење може зауставити папир, бета-зрачење може зауставити алуминијски лим дебео неколико милиметара, а већину гама-зрачења може зауставити десетак центиметара дебела оловна плоча. У магнетском пољу алфа-зраци се савијају као позитивно наелектрисане честице, бета-зраци као негативне или позитивне, а гама-зраци пролазе несметано.
Неутронско зрачење је рој брзих неутрона, по маси сличних протонима. Врло лако продиру кроз неку хемијску материју, јер немају електрични набој. Неутронско зрачење може бити последица нуклеарне реакције. Компонента је козмичког зрачења и зрачења из нестабилних тешких језгара. Врло снажно неутронско зрачење настаје у нуклеарним реакторима током нуклеарне ланчане реакције језгара. Енергија неутрона код неутронских зрачења износи од око 10  па наниже. Ако се енергија неутрона смањи на енергије мање од 1 eV, називају се термичким неутронима.
Остала зрачења се називају према честицама од којих се састоје: протонско, деутеријумско, трицијумско, тешкојонско, и друго. Таква зрачења могу настати у нуклеарним реакцијама, део су козмичког зрачења, а настају и у нуклеарним реакторима или нуклеарним експлозијама.

### Типови распада
Укупно постоје четири радиоактивне фамилије, када је A = 4n, A = 4n+1, A = 4n+2, A = 4n+3. На Земљи данас постоје само три радиоактивна низа који се сви завршавају са оловом, а названи су по елементу од којег низ почиње. A = 4n одговара торијумовом радиоактивном низу, A = 4n+1 је уранијумова фамилија, а A = 4n+2 одговара актинијуму. A = 4n+3 је одговарао нептунијумовој фамилији, али како је њено време полураспада краће од времена постојања наше планете, тај низ се у природи угасио и може се производити само вештачким путем.
Радионуклиди могу да се распадну на неколико различитих начина, што је сумирано у следећој табели. Атомско језгро са позитивним наелектрисањем (атомским бројем) Z и атомском масом A представљено је као (A, Z).
| Тип распада                                  | Честице учесници | Језгро потомак         |
| -------------------------------------------- | --- | ---------------------- |
| Распади са емисијом нуклеона:                | |                        |
| Алфа-распад                                  | Алфа честица (A=4, Z=2) емитована из језгра                                                                             | (A-4, Z-2)             |
| Емисија протона                              | Протон избачен из језгра                                                                                                | (A-1, Z-1)             |
| Емисија неутрона                             | Неутрон избачен из језгра                                                                                               | (A-1, Z)               |
| Двострука емисија протона                    | Два протона избачена из језгра једновремено                                                                             | (A-2, Z-2)             |
| Спонтана фисија                              | Језгро се распада на два или више мањих језгара и других честица                                                        | -                      |
| Кластерски распад                            | Језгро емитује грозд (кластер) нуклеона, дакле атомско језгро веће од хелијума (A1, Z1)                                 | (A-A1, Z-Z1) + (A1,Z1) |
| Бета распади:                                | |                        |
| Бета-негативни распад                        | Језгро емитује електрон и антинеутрино                                                                                  | (A, Z+1)               |
| Емисија позитрона, или бета-позитивни распад | Језгро емитује позитрон и неутрино                                                                                      | (A, Z-1)               |
| Захват електрона                             | Језгро захвата орбитални електрон и емитује неутрино - језгро потомак остаје у побуђеном (нестабилном) стању            | (A, Z-1)               |
| Двоструки бета распад                        | Језгро емитује два електрона и два антинеутрина                                                                         | (A, Z+2)               |
| Двоструки електронски захват                 | Језгро апсорбује два орбитална електрона и емитује два неутрина - језгро потомак остаје у побуђеном и нестабилном стању | (A, Z-2)               |
| Електронски захват с емисијом позитрона      | Језгро захвата један орбитални електрон, емитује позитрон и два неутрина                                                | (A, Z-2)               |
| Двострука емисија позитрона                  | Језгро емитује два позитрона и два неутрина                                                                             | (A, Z-2)               |
| Прелази међу стањима у истом језгру:         | |                        |
| Гама распад                                  | Побуђено језгро емитује фотон високе енергије (гама зрак)                                                               | (A, Z)                 |
| Унутрашња конверзија                         | Побуђено језгро преноси енергију орбиталном електрону који бива избачен из атома                                        | (A, Z)                 |

## Јонизирајуће зрачење
Јонизујуће зрачење је појава за коју људска чула нису развијена, за разлику од многих других појава у природи. Директне последице деловања јонизујућег зрачења на живи свјет већином су закаснеле и тешко их је повезати с узроком. Човек може бити изложен и смртоносној дози јонизирајућег зрачења, а да у самом тренутку озрачивања ништа не осети. Последице озрачивања, без чулне везе с узроком запажају се тек након неког времена, од неколико сати до неколико дана или чак година, што зависи од врсте и својстава тог зрачења. Отуда је разумљив човеков страх, а познавање основних својстава јонизирајућег зрачења, међуделовања зрачења с материји, а посебно деловања зрачења на жива бића је необично важно у стручном и психолошком смислу.
Јонизирајуће зрачење је појава преноса енергије у облику фотона (кванта електромагнетског зрачења) или масених честица, а које има довољно енергије да у међуделовању с хемијском материјом јонизује ту материју. Јонизујуће зрачење последица је промене стања материје у микросвету. То су промене у енергији или у саставу атома или атомског језгра, при чему се емитују фотони или друге честице. У међуделовању с материјом долази до размене енергије и размене структуре озрачене материје. Такве последице могу бити корисне, али и врло штетне.

## Закон радиоактивног распада
Вероватноћа да ће се поједино атомско језгро распасти током неког временског интервала не зависи од доба дотичног језгра или од тога како је оно створено. Иако се стварно време живота појединог језгра не може предвидети, средње (или просечно) време живота неког узорка идентичних језгара може бити измерено и предвиђено. Једноставан начин одређивања времена живота неких изотопа је мерење времена распада половине језгара тог посматраног узорка. То се време назива временом полураспада, . Од оригиналног броја језгара која се нису распала, њих пола ће се распасти ако чекамо други интервал времена полураспада па их остаје једна четвртина. За још један интервал времена полураспада остаће их само осмина нераспаднутих, итд.
Број језгара неког узорка који ће се распасти у датом временском интервалу је сразмеран броју језгара тог узорка. То води на закључак да је процес радиоактивног распада експоненцијални процес. Број N атомских језгара која су остала нераспаднута након времена t, у односу на изворни број језгара , је:
{\displaystyle N(t)=N_{0}\,e^{-{\lambda }t}=N_{0}\,e^{-t/\tau }.\,\!}
где се λ назива константа радиоактивног распада и вреди:
{\displaystyle \tau ={\frac {1}{\lambda }}.}
а мерна јединица је реципрочна секунда, s−1.

## Деловање радиоактивног зрачења
Свет у коме људи живе је радиоактиван од свог постанка. Постоји око 60 радионуклида (радиоактивних елемената), који се могу пронаћи у тлу, ваздуху, води, храни, а тиме и у свим живим бићима. По томе како су настали деле се на оне који су одувек присутни на Земљи, оне који настају као последица деловања космичких зрака, те оне који су последица људске технологије.
У првој су групи радиоактивни елементи попут уранијума-235, уранијума-238, торијума-232, радијума-226, радона-222 или калијума-40. Они потичу још из времена стварања Земље, а карактерише их врло дуго време полураспада, чак и до милијарду година (изузетак је гас радон, чији је полуживот 3,8 дана). Људи су непрестано изложени космичком зрачењу. Извор му је углавном изван Сунчевог система, а састоји се од разних облика зрачења: од врло брзих тешких честица, па до високоенергијских фотона и миона. Оно међуделује с атомима у горњим слојевима атмосфере и тако производи радионуклиде, који најчешће имају краћа времена полуживота. То су, на пример, угљеник-14, трицијум, берилијум-7 и други.
Људи су својим деловањем, превасходно развојем нуклеарних реактора и тестирањем нуклеарног оружја, створили још неке радиоактивне елементе, попут стронцијума-90, јода-129, јода-131, цезијума-137, плутонијума-239 итд.

## Мерне јединице радиоактивности
Активност радиоактивног узорка мери се у бекерелима (Bq). Активност од 1 Bq значи један радиоактивни распад у секунди. Како су активности узорака често врло велике у употреби је и већа јединица кири (Cu). 1 Cu iznosi 3,7∗ 1010 .
Да би се мерила енергија, коју путем јонизујућег зрачења апсорбује одређена материја, користи се јединица греј (Gy). Однос те енергије и масе тела које је апсорбује зове се апсорбована доза. Ако се енергија од 1  апсорбује у 1  материје говори се о апсорбованој дози од 1 Gy. Овако дефинисана доза не говори ништа о биолошким учинцима апсорбованог зрачења. Свака врста зрачења (α, β, γ) има другачији утицај на живе ћелије, који се описује фактором Q. Зато се дефинише еквивалентна доза, која се добија тако што се апсорбовану дозу помножи фактором Q. Јединица за еквивалентну дозу је сиеверт (Sv).

### Доза зрачења
Зрачење је неизбежан феномен и сваки човек прима годишњу еквивалентну дозу зрачења од приближно 3,5 mSv. То је просечна доза, а састоји се од следећих доприноса: 
- Удисање радона - 2
- Остали радионуклиди унесени у тело - 0,39
- Земљино зрачење - 0,28
- Космичко зрачење - 0,28

Тако испада да је укупна доза од природних извора 3 mSv, а укупна доза од вештачких извора 0,5 mSv. Укупна доза од вештачких извора прорачуната је према просечној изложености медицинском зрачењу, кориштењу разних апарата, те доприносу од тестирања нуклеарног оружја и рада нуклеарних електрана. Највећи допринос из вештачких извора даје медицинско зрачење.

### Учинци разних доза зрачења
- више од 10 Sv изазива тешку болест и смрт за неколико недеља.
- 2-10  примљених у кратком року изазива смрт с вероватношћу од 50%.
- 1  примљен у кратком року изазвао би радијацијску болест (мучнину, губитак косе), али највероватније не и смрт.
- 50  годишње је најмања доза за коју постоје докази да изазива рак.

Учинци великих доза познати су из судбина преживелих људи из Хирошиме и Нагасакија, за које је накнадно процењена доза зрачења коју су примили. О учинцима малих доза говори се на темељу екстраполације учинака великих доза и претпоставке њихове линеарности, јер је учинке малих доза тешко директно пратити и разлучити од бројних других фактора који утичу на здравље. На тај је начин израчунато да ће од милион људи који приме додатну дозу зрачења од 1 mSv њих 50 због тога умрети од рака.

## Вештачка радиоактивност
Радиоактивна језгра могу се добити бомбардовањем стабилних језгара протонима, алфа-честицама, неутронима итд. Главни извор вештачких радиоактивних елемената су нуклеарни реактори и акцелератори честица. Током Другог светског рата и педесет година после развијано је нуклеарно оружје. Радиоактивни елементи могу се добити и на вештачких начин, нпр. тако што се природни елемент бомбардује нуклеарним пројектилима, протонима, алфа-честицама, неутронима итд, те у њему изазове нуклеарна трансмутација у нови елемент или нови изотоп истог елемента. Као пројектили за бомбардовање неутрони су јако погодни јер немају набоја и стога лако продиру у језгро атома.
Извори радиоактивних елемената могу бити:
- примена зрачења у медицини (радиобиологија, нуклеарна медицина, радиотерапија)
- експерименталне нуклеарне експлозије
- индустрија
- нуклеарне електране (зраче мање од телевизијског екрана)
- други извори (апарати за радиобиологију с рендгенским зрацима или неутронима, акцелератори честица)